# Сутора сірощока
Суто́ра сірощока (Suthora nipalensis) — вид горобцеподібних птахів родини суторових (Paradoxornithidae). Мешкає в Гімалаях і Південно-Східній Азії. Виділяють низку підвидів

## Опис

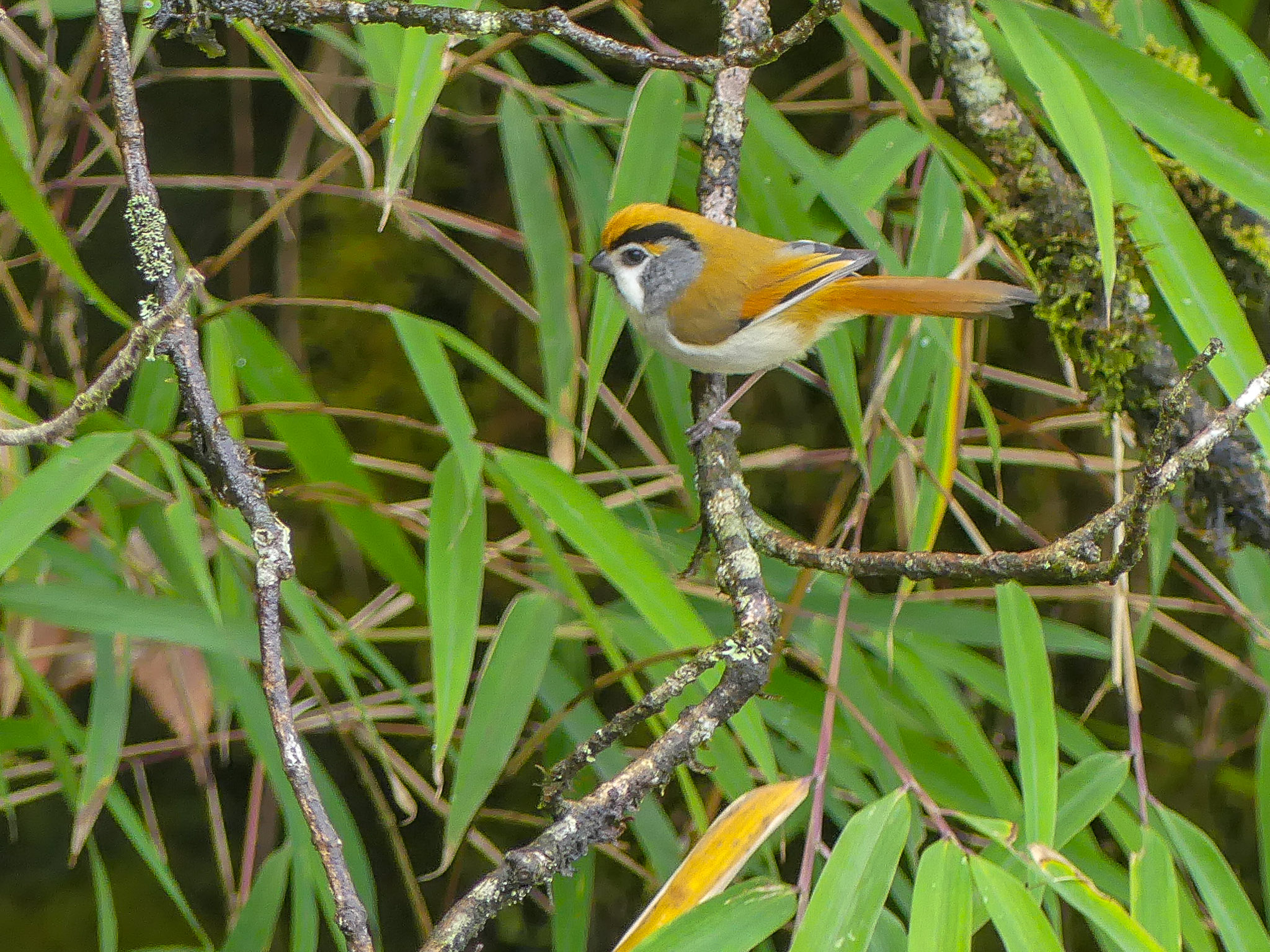
Сірощока сітора

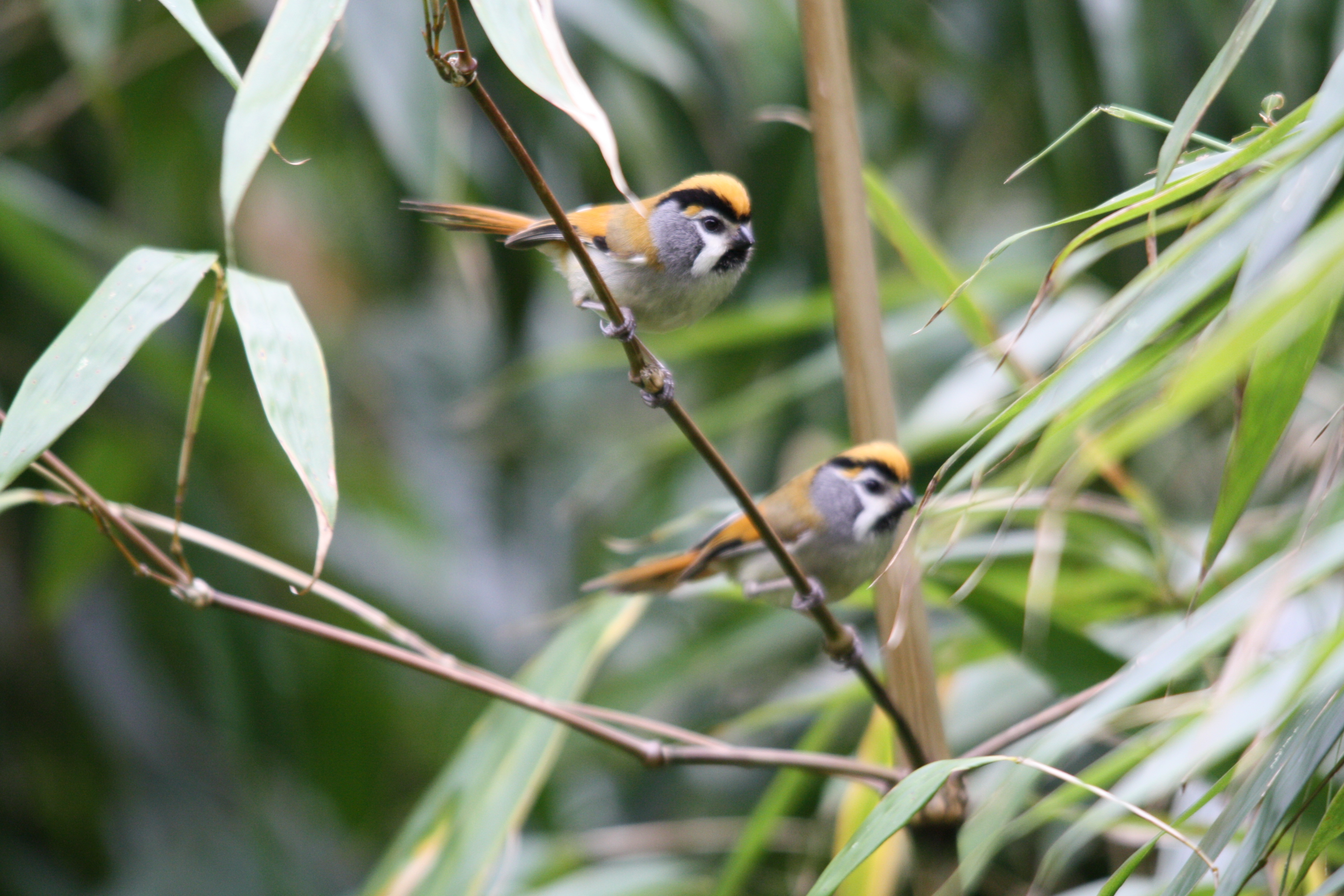
Пара сірощоких сутор

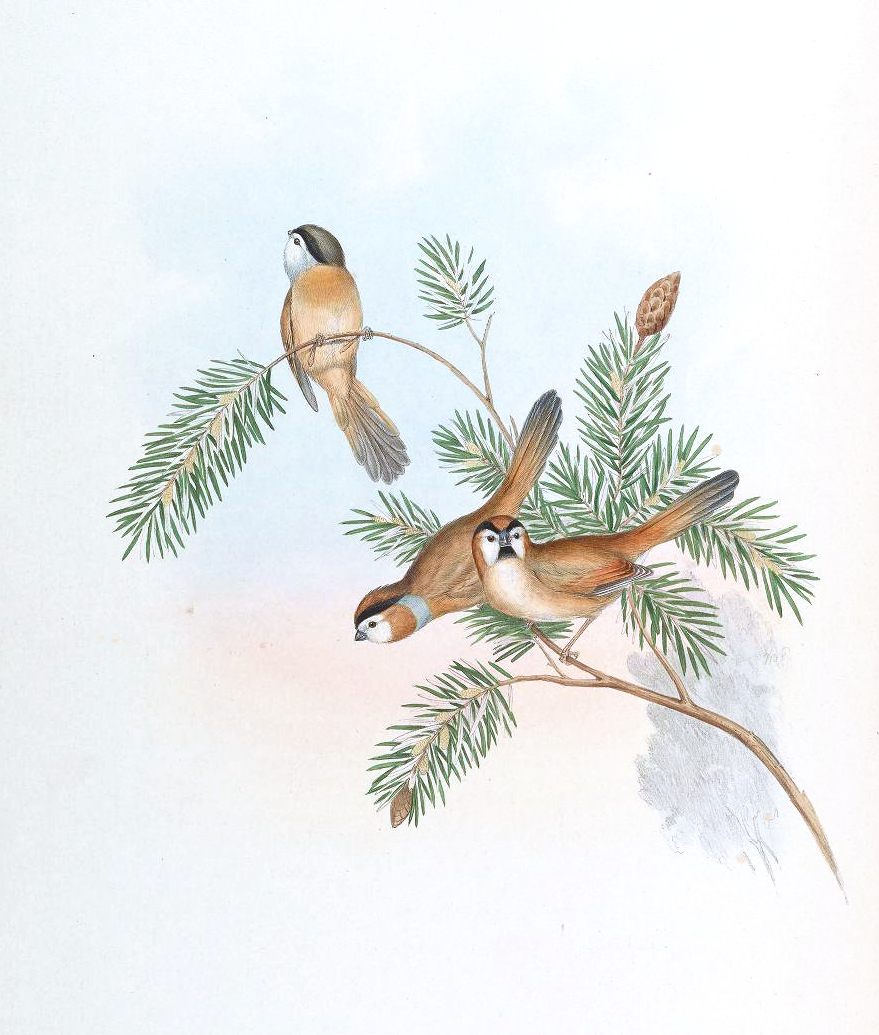
Сірощокі сутори

Довжина птаха становить 11-11,5 см, враховуючи довгий, східчастий хвіст. Верхня частина тіла переважно коричнева, крила чорно-білі. Горло чорне, над очима довгі чорні "брови", обличчя білувате, під дзьобом білі "вуса". Тім'я у представників номінатичного підвиду білувато-сіре, у представників інших підвидів оранжеве. Шия сіра, скроні оранжеві, сірі або чорні, в залежності від підвиду. Нижня частина тіла світло-сіра або охриста.

## Підвиди
Виділяють десять підвидів:
- S. n. garhwalensis (Fleming, RL & Traylor, 1964) — північна Індія (Уттаракханд);
- S. n. nipalensis Hodgson, 1837 — західний і центральний Непал;
- S. n. humii Sharpe, 1883 — східний Непал, Сіккім і західний Бутан;
- S. n. crocotia (Kinnear, 1954) — східний Бутан і захід Аруначал-Прадешу;
- S. n. poliotis Blyth, 1851 — Північно-Східна Індія (від сходу Аруначал-Прадешу до Маніпуру), північно-західна і північна М'янма, південний Китай (південний схід Тибету, північний захід Юньнаню);
- S. n. feae Salvadori, 1889 — східна і південна М'янма, західний Таїланд;
- S. n. patriciae Koelz, 1954 — Північно-Східна Індія (гори Лушай в штаті Мізорам);
- S. n. ripponi Sharpe, 1905 — західна М'янма (гори Чин);
- S. n. beaulieui (Ripley, 1953) — північно-східний Таїланд, північний і центральний Лаос, північ центрального В'єтнаму;
- S. n. kamoli (Eames, JC, 2002) — південний Лаос і центральний В'єтнам.

## Поширення і екологія
Сірощокі сутори мешкають в Індії, Непалі, Бутані, М'янмі, Китаї, Таїланді, Лаосі і В'єтнамі. Вони живуть у вічнозелених гірських лісах, зокрема в рододендронових і дубових лісах, у високогірних чагарникових і бамбукових заростях та на гірських луках.  Зустрічаються зграйками до 40 птахів, на висоті від 1200 до 3300 м над рівнем моря. Іноді приєднуються до змішаних зграй птахів. Живляться дрібними комахами, бамбуковими бруньками і насінням трав. Сезон розмножєення триває з березня по липень. Гніздо чашоподібне, робиться з бамбукового листя і сухої трави, розміщується в підліску. В кладці від 2 до 4 яєць.